# Heinrich Schiff
Heinrich Schiff (Gmunden, 18 novembre 1951 – Vienna, 23 dicembre 2016) è stato un violoncellista e direttore d'orchestra austriaco.

## Biografia
Studiò con Tobias Kühne e André Navarra, debuttò come solista a Vienna e Londra nel 1971, mentre il suo debutto come direttore d'orchestra avvenne nel 1986.
Collaborò con la prestigiosa Northern Sinfonia di Newcastle upon Tyne (dal 1990 al 1996), mentre condusse la Copenhagen Philharmonic Orchestra (dal 1996 al 2000) e l'Orchester Musikkollegium Winterthur (dal 1995 al 2001). Nell'estate del 2001 è stato direttore ospite dell'Orchestra Sinfonica Svizzera della Gioventù.
Inoltre fu dal 2005 al 2008 direttore d'orchestra della Wiener Kammerorchester fino a quando non venne sostituito da Stefan Vladař per problemi di salute.
Fu docente alla Hochschule für Musik Köln, all'Università di Basilea e all'Università di Vienna. Negli ultimi anni diresse la Bruckner Orchester Linz

## Discografia parziale
- Bach: Cello Suites - Heinrich Schiff, 1985 EMI/Warner
- Beethoven: Tripelkonzert - Christian Zacharias/Gewandhausorchester Leipzig/Hans Vonk/Heinrich Schiff/Kurt Masur/Staatskapelle Dresden/Ulf Hoelscher, 2011 EMI/Warner
- Haydn, Conc. vlc. n. 1-2/Conc. vl. n. 1 - Schiff/Zukerman/Marriner/ASMF/LAPO, 1987 Decca
- Schubert, Quint. archi/Quart. archi n. 12 "Quartettsatz" - Hagen Quartett/Schiff, 1991 Deutsche Grammophon
- Schnittke: Concerti Grossi Nos. 1 & 5 - Chamber Orchestra of Europe/Christoph von Dohnányi/Gidon Kremer/Heinrich Schiff/Wiener Philharmoniker, 2002 Deutsche Grammophon
- Shostakovich, Conc. vlc. n. 1-2 - Schiff/Shostakovich/Bayer. RSO, 1984 Philips
- Eastern European Piano Music - Alexei Lubimov/Deutsche Kammerphilharmonie/Heinrich Schiff, 1996 Erato